# Municipio de Baker (condado de Guthrie)
El municipio de Baker (en inglés: Baker Township) es un municipio ubicado en el condado de Guthrie en el estado estadounidense de Iowa. En el año 2010 tenía una población de 228 habitantes y una densidad poblacional de 2,47 personas por km².

## Geografía
El municipio de Baker se encuentra ubicado en las coordenadas 41°38′42″N 94°34′13″O / 41.64500, -94.57028. Según la Oficina del Censo de los Estados Unidos, el municipio tiene una superficie total de 92.33 km², de la cual 92,33 km² corresponden a tierra firme y (0 %) 0 km² es agua.

## Demografía
Según el censo de 2010, había 228 personas residiendo en el municipio de Baker. La densidad de población era de 2,47 hab./km². De los 228 habitantes, el municipio de Baker estaba compuesto por el 97,37 % blancos, el 0,44 % eran afroamericanos, el 1,32 % eran asiáticos y el 0,88 % eran de una mezcla de razas. Del total de la población el 0,88 % eran hispanos o latinos de cualquier raza.